# James Norrington
James Norrington je izmišljeni lik iz Disneyjevog filmskog serijala Pirati s Kariba. Istaknuti časnik Britanske ratne mornarice, Norrington je po činu komodor te jedan od najvećih lovaca na pirate na Karibima. U svim filmovima gdje se pojavljuje glumi ga engleski glumac Jack Davenport.

## Životopis lika
Dio mladosti Jamesa Norringtona je objavljen u književnom serijalu za mlade pod nazivom Pirati s Kariba: Jack Sparrow. Otac mu je admiral Britanske ratne mornarice Lawrence Norrington.
Kada je Lawrence Norrington bio na zadatku hvatanja zloglasnog pirata kapetana Teaguea, oca Jacka Sparrowa, poveo je sa sobom i svog petogodišnjeg sina Jamesa kako bi u njega usadio mržnju prema piratima. Tijekom borbe između Teagueove i mornaričke posade na palubi mornaričkog broda, Teague je uspio razoružati admirala Norringtona. Uplašen, James je pao u more i od utapanja ga je spasio Teague. Lawrence Norrington, ne samo da je bio nezahvalan što mu je spasio sina, nego je bio i ponižen činjenicom da mu je sina spasio jedan pirat. To je otvoreno rekao sinu:"Spasio te pirat, James. Glupo derište. Trebao si pustiti da se utopiš dječače. To bi mi bilo draže nego da je jedan Norrington uprljan takvom ljagom da duguje nešto jednom piratu."
Nakon što je odrastao, James Norrington je odlučio poći očevim stopama i pridružio se Britanskoj ratnoj mornarici. 

### Pirati s Kariba: Prokletstvo Crnog Bisera
Na početku filma, James Norrington je poručnik Britanske ratne mornarice te služi na brodu HMS Dauntless (Neustrašivi). Tijekom puta brod naiđe na zapaljeni britanski trgovački brod Princess (Princeza) te spase jedinog preživjelog, mladog Willa Turnera. Tijekom sljedećih osam godina Norrington je dostigao čin kapetana i postao strah i trepet za sve karipske pirate. Na ceremoniji njegovog promaknuća u komodora u Port Royalu zarobljava pirata Jacka Sparrowa. Te noći besmrtni pirati pod vodstvom Hectora Barbosse napadaju grad i otimaju Norringtonovu zaručnicu Elizabeth Swann. Norrington namjerava krenuti u potjeru za njima ali Jack uz Willovu pomoć bježi i otima brod HMS Interceptor (Presretač). Norrington Neustrašivim kreće u potjeru za njima i spašava Jacka i Elizabeth s pustog otoka gdje su ih Barbossini pirati ostavili. Jack vodi Norringtona do Otoka Mrtvih gdje Barbossa i njegovi ljudi namjeravaju skinuti staru kletvu koju su navukli na sebe. Dok Norrington s polovicom posade u čamcima sprema zasjedu piratima dok budu izlazili iz pećine, oni hodaju morskim dnom i napadaju preostale ljude na Neustrašivom. Norrington i njegovi ljudi se vraćaju na brod i počinje oštra borba. Za vrijeme borbe između Norringtonovih i Barbossinih ljudi Will i Jack u špilji skidaju kletvu te svi pirati, ponovno smrtni, budu zarobljeni. Nakon povratka u Port Royal, Norrington organizira vješanje Jacka ali on uz Willovu pomoć ponovno bježi a Norrington mu daje "dan prednosti". Elizabeth je tada objavila da voli Willa a ne Norringtona što je on prihvatio jer mu je bila važnija njena sreća nego njegova.

#### Između filmova
Noringtonove pustolovine između dvaju filmova su objavljene u seriji kratkih stripova pod nazivom Pirati s Kariba. Norrington se ponovno sukobio s Barbossinom bivšom posadom kada su oni uspjeli pobjeći iz Port Royala, ponovno na sebe uzeli astečku kletvu, i ukrali Neustrašivog te oteli Elizabeth i njenog oca. Nakon što su Jack i Will uspjeli poraziti ukletu posadu, Norrington je započeo lov na Jacka. Pratio ga je i na francuski otok Tortuga riskirajući da on i njegovi ljudi budu zarobljeni kao špijuni. U potjeri za Jackom i Crnim Biserom, Norrington je izgubio svoj brod u uraganu kraj Tripolija.

### Pirati s Kariba: Mrtvačeva škrinja
Osramoćen i uništene karijere Norrington se povukao iz mornarice i nestao. Srećom za njega jer je lord Cutler Beckett iz Istočnoindijske trgovačke kompanije naredio njegovo uhićenje zbog uloge koju je imao u Jackovom bijegu. Norrington je postao rumom opsjednuti pijanac i ni sjena nekadašnjeg časnog čovjeka, te završio na piratskom otoku Tortuga. Također je želio osvetu nad Jackom i Willom, za koje je vjerovao da su odgovorni za uništenje njegovog života. Na Tortugi ga je pronašla Elizabeth i kada je Jack Sparrow novačio nove ljude u posadu, Norrigton je pokušao ubiti Jacka ali nije uspio i primljen je u posadu. Dok je Crni Biser plovio prema odredištu, Norrington je saznao da lord Beckett želi "Mrtvačevu škrinju", koja sadrži srce Davy Jonesa, vladara mora i kapetana ukletog broda Leteći Holandez. Crni Biser doplovljava na Otok križeva te Jack, Elizabeth i Norrington pronalaze škrinju. No tada se pojavljuje Will i između trojice muškaraca počinje borba oko škrinje jer ju svatko želi za sebe; Norrington kako bi ponovno dobio svoj stari posao i položaj. No u međuvremenu dolazi i Leteći Holandez pa ih sve napada Jonesova posada. Tijekom borbe, Norrington se dokopava Jonesovog srca, bježi i kasnije predaje srce lordu Cutleru Beckettu kako bi u zamjenu dobio amnestiju i zaposlenje gusara u službi Engleske.

### Pirati s Kariba: Na kraju svijeta
Beckett Norringtonu daje čin admirala u floti Istočnoindijske trgovačke kompanije te započinje s uništenjem svih pirata diljem svijeta. Također postavlja grupu svojih vojnika, svog zamjenika Mercera i Norringtona kao zapovjednika na Leteći Holandez. Norrington donosi na brod i Jonesovo srce u "Mrtvačevoj škrinji" kako bi Jones i njegova posada činili točno ono što Beckett naredi. Leteći Holandez zarobljava Empress (Carica), brod kineskog pirata i Vladara Južnog kineskog mora Sao Fenga pri čemu Feng pogiba. Na Empressu je i Elizabeth koju je Feng prije smrti imenovao svojim naseljednikom. Norrington je sretan što vidi Elizabeth živu ali ona ga odbija jer je on u službi čovjeka koji je ubio njena oca. Norrington nije znao za to i te noći oslobađa Elizabeth i njenu posadu koji bježe na Empress. Elizabeth ponudi Norringtonu da pođe s njima na što on odgovara:"Naše sudbine su bile isprepletene Elizabeth...ali nikad spojene", i poljubi ju. Ona odlazi a Norrington se sukobljava s "Bootstrap" Billom, članom posade koji diže uzbunu. Očajnički želeći spasiti Elizabeth, Norrington presijeca uže kojim je Empress bio vezan za Holandeza dok istodobno "Bootstrap" njega probada harpunom. Jonesova posada diže pobunu protiv Beckettovih vojnika a Jones prilazi umirućem Norringtonu te želeći mu ponuditi da se pridruži njegovoj nemrtvoj posadi, pita:"James Norrington, da li se bojiš smrti". Posljednjim snagama, Norrington zabija svoj mač u Jonesovo rame i umire. Jones progovara:"Shvatit ću to kao ne", te vadi Norringtonov mač iz tijela i zadržava ga za sebe rekavši:"Dobar mač...". Norringtonovo tijelo je nakon toga najvjerojatnije bačeno u more.

## Norrington osobno i iza scene
- Norrington je vrlo vješt mačevaoc. On i Hector Barbossa su drugi najbolji mačevaoci u filmskom serijalu dok je najbolji Will Turner.
- Norringtonov mač je jedan od najzanimljivijih predmeta u filmovima. Mač je napravio Will Turner da bi se obilježilo Norringtonovo unaprjeđenje iz kapetana u komodora. Nakon napuštanja mornarice, Norrington je ostavio mač u svom starom uredu i ondje je dospio u posjed Cutlera Becketta. Nakon što je Norringtona imenovao admiralom, Beckett mu je vratio mač. Kada je "Bootstrap" Bill ubio Norringtona, njegov mač je uzeo Davy Jones te njime kasnije ubio Willa. Nakon Jonesove smrti i Willovog "uskrsnuća", Will je uzeo mač za sebe.
- Prema objašnjenju scenarista s dodatnog DVD-a prvog filma, Norrington je za film Pirati s Kariba: Prokletstvo Crnog Bisera isprva zamišljen kao zao čovjek koji udružuje snage s kapetanom Barbossom da bi zavladao Karibima i radi toga želi oženiti Elizabeth, kćer guvernera Jamajke. Ova ideja je kasnije ponovno upotrijebljena u drugom filmu, kada izdaje svoje kolege i udružuje se s lordom Cutlerom Beckettom, iako to kasnije požali.
- Producent Jerry Bruckheimer je izjavio da je isprva planirano da Norrington bude samo u prvom filmu ali kako je njegov lik stekao veliku popularnost, odlučili su mu dati podjednaki značaj i u drugom filmu.
- U prvotnom scenariju za film Pirati s Kariba: Na kraju svijeta, Norrington je imao nešto veću ulogu. Tijekom boravka na Holandezu razvio je neku vrst prijateljstva s Davy Jonesom, jer obojica moraju raditi za čovjeka za kojega ne žele, što bi objasnilo zašto je Jones Norringtonu na samrti ponudio spasenje.
- Osim filmova, Norrington se pojavljuje i u dvije videoigre, Kingdom Hearts II i Pirati s Kariba: Na kraju svijeta

## Poveznice
James Norrington na PotC wiki